# Admiraliteit Benelux

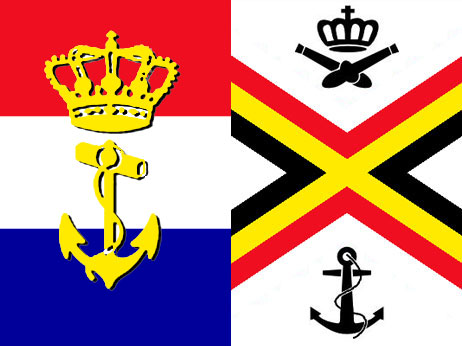
Vlag

De Admiraliteit Benelux is de overkoepelende staf van de Belgische Marinecomponent en de Nederlandse Koninklijke Marine. De staf is gehuisvest in de Nederlandse marinebasis te Den Helder.

## Geschiedenis
De geschiedenis van de Belgische-Nederlandse marinesamenwerking (BeNeSam) gaat terug tot 1948, toen het idee van een overkoepelende staf voortkwam uit de eerste Belgisch-Nederlandse Samenwerking (BeNeSam). In het geheime Militaire Verdrag van 1948 kwamen België en Nederland overeen om in oorlogstijd de Koninklijke Marine en de Belgische Marine onder bevel van één officier te plaatsen, omdat zij in hetzelfde gebied zouden opereren. Op 29 maart 1962 werd een document ondertekend, waarin stond dat alleen indien de Belgische en Nederlandse regering in gezamenlijk overleg, als gevolg van het uitbreken van vijandelijkheden of dreigende oorlogsgevaar, het noodzakelijk achten, zou de admiraal Benelux worden benoemd. In 1975 werd de Admiraal Benelux (ABNL) in oorlogstijd opgericht en in 1985 werd het BeNeSam-akkoord herzien. Pas na het einde van de Koude Oorlog, op 28 maart 1995, wordt ten slotte het ABNL-akkoord officieel ondertekend en twee maanden later ondertekenen de Stafchef Zeemacht (ZS, tegenwoordig NCC) en de Commandant Zeemacht Nederland (CZMNED, tegenwoordig CZSK) het akkoord tot operationele samenwerking. In 1996 ondertekenen de ZS en de CZMNED een gezamenlijk opleidingsakkoord en de hele ABNL organisatie wordt geïmplementeerd in het MHKC (Marine Hoofdkwartier en Kustwacht Centrum) te Den Helder, onder bevel van de Admiraal Benelux (ABNL). Op grond van deze overeenkomst kan de paraatstelling van de toegewezen varende en vliegende eenheden en de uitvoering van operaties aan ABNL worden opgedragen.
Dit leidde tot een unieke vorm van Belgisch-Nederlandse marinesamenwerking op het gebied van operatiën, opleidingen, trainingen, logistiek en onderhoud. Hierbij blijven echter beide landen soeverein wat betreft de politieke beslissing tot inzet van hun schepen.
In de nabije toekomst zal een nieuw ABNL-uitvoeringsakkoord worden ondertekend. Dat zal het voorgaande akkoord van 29 mei 1995 komen te vervangen, met het oog op het intensifiëren van de bestaande samenwerking.

## Admiraal Benelux
De Admiraal Benelux (ABNL) is het hoofd van de Admiraliteit Benelux. Deze functie wordt in cumul vervuld door de Nederlandse Commandant der Zeestrijdkrachten (CZSK). Ook de functie van Deputy Admiraal Benelux (DABNL) wordt in cumul volbracht, met name door de Belgische Commandant van de Marinecomponent (NCC, Naval Component Commander).